# 中部アフリカ

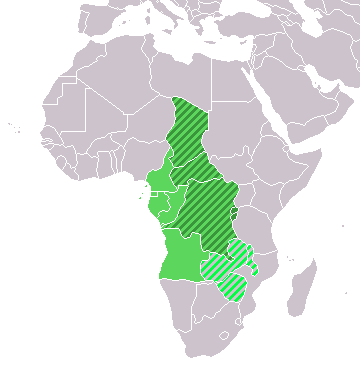
中央アフリカ
中部アフリカ（国連の準地域）
中央アフリカ連邦（廃止）

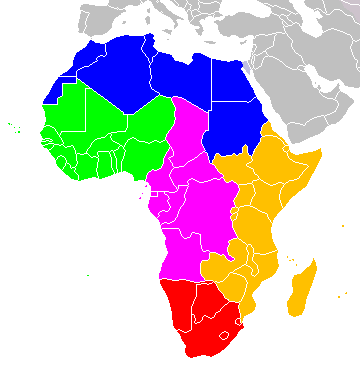
国際連合によるアフリカの地域の分類
北アフリカ
西アフリカ
中部アフリカ
東アフリカ
南部アフリカ

中部アフリカ（ちゅうぶアフリカ、英語: Central Africa、フランス語: Afrique centrale）は、アフリカ大陸を5つの地域に分けた場合の1地域を指す用語である。赤道付近の南北に位置することから、赤道アフリカと呼ばれることもある。

## 概要
アフリカは、文化圏および人種の違いから、サハラ砂漠の南北で大きく2つに分けられるが、当該エリアは、南側のブラック・アフリカ（サブサハラ・アフリカ）に入る。そのうちの、ニジェール川流域より東側（おおよそ西経10度以東）、タンザニア西部地域に南北に走る大地溝帯よりも西側（おおよそ西経30度以西）、そしておおよそ南緯10度以北の範囲が、「中部アフリカ」と呼ばれる。この地域は、北はシャリ川、中部にウバンギ川、南部はコンゴ川の支流が行き渡り、コンゴ川の流域面積は、アマゾン川とその支流に次いで世界第2位である。
この地域にある国々は、中部アフリカ諸国経済共同体 (Communauté Économique des États de l'Afrique Centrale , 略称 CEEAC , 英語名 Economic Commuunity of Central African States) を結成している（他地域の国も構成国となっている）。また、旧フランス植民地の6カ国は、中部アフリカ経済通貨共同体 (Communauté Économique et Monétaire de l'Afrique Centrale , 略称 CEMAC) を結成し、共通通貨CFAフランを使用している。

## 独立国
- アンゴラ[注釈 1]
- カメルーン
- 中央アフリカ
- チャド
- コンゴ共和国
- コンゴ民主共和国
- 赤道ギニア
- ガボン
- サントメ・プリンシペ

## 非独立地域
- プリンシペ州

以下の地域が含まれることもある。
- セントヘレナ・アセンションおよびトリスタンダクーニャ
  -  セントヘレナ

### 独立主張のある地域
- 南カメルーン

## 主要都市
アンゴラ
- ルアンダ

カメルーン
- ヤウンデ
- ドゥアラ

中央アフリカ
- バンギ

コンゴ民主共和国
- キンシャサ

コンゴ共和国
- ブラザヴィル

赤道ギニア
- マラボ
- バタ

ガボン
- リーブルヴィル

サントメ・プリンシペ
- サントメ

チャド
- ンジャメナ